# Grebaštica
Grebaštica je obec (někdy označována také jako turistická destinace), kterou spravuje Šibenik v Chorvatsku. Nachází se v Šibenicko-kninské župě.
Okolí Grebaštice je kopcovité.

V okolí Grebaštice žije asi 65 obyvatel na kilometr čtvereční. 

## Poloha
Vesnice leží podél státní silnice (nikoli dálnice) D8, nazývaná také Jadranská hlavní silnice a na pobřeží zátoky Luka Grebaštica, asi 14 km jihovýchodně od Šibeniku.

## Galerie

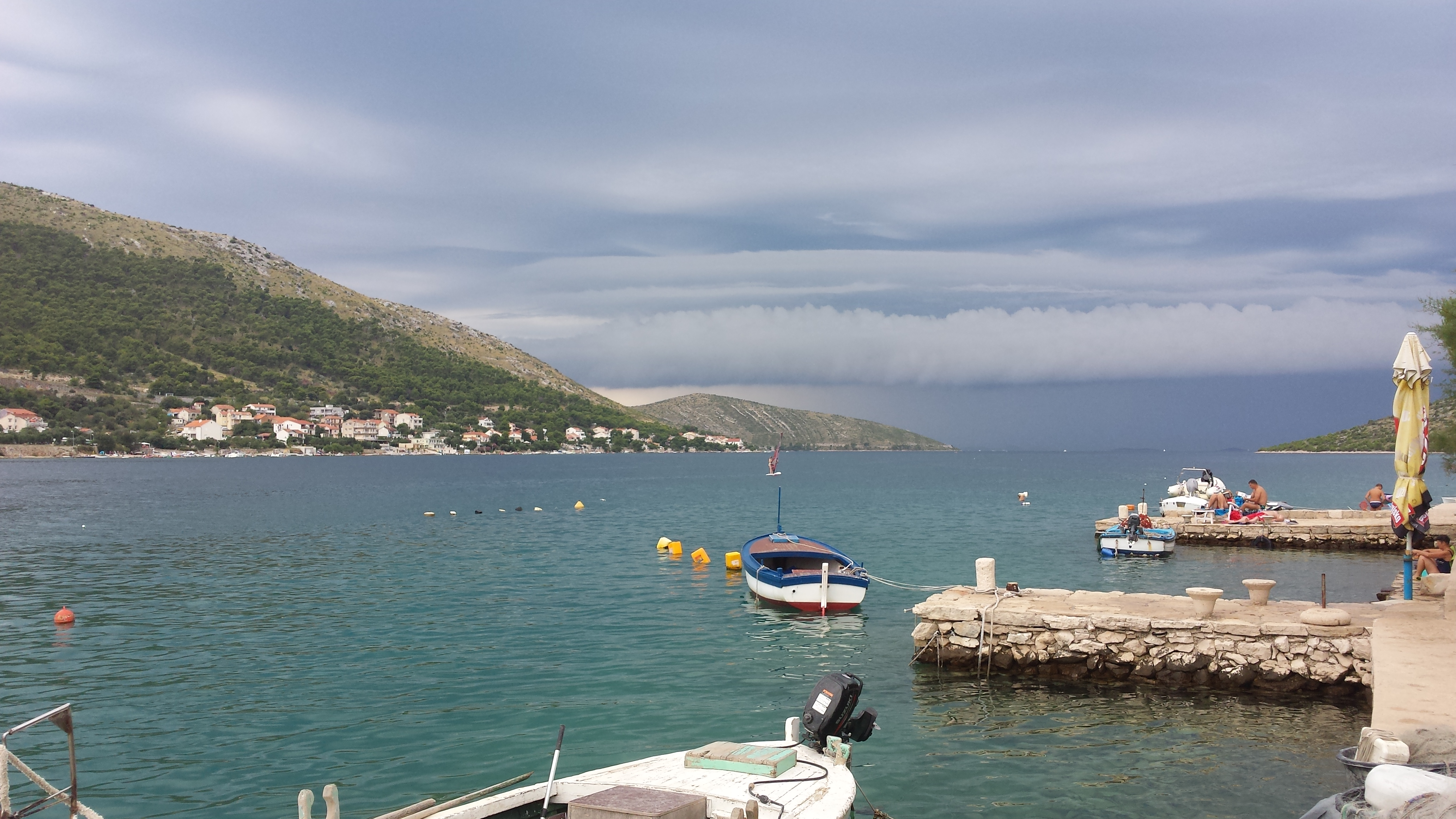
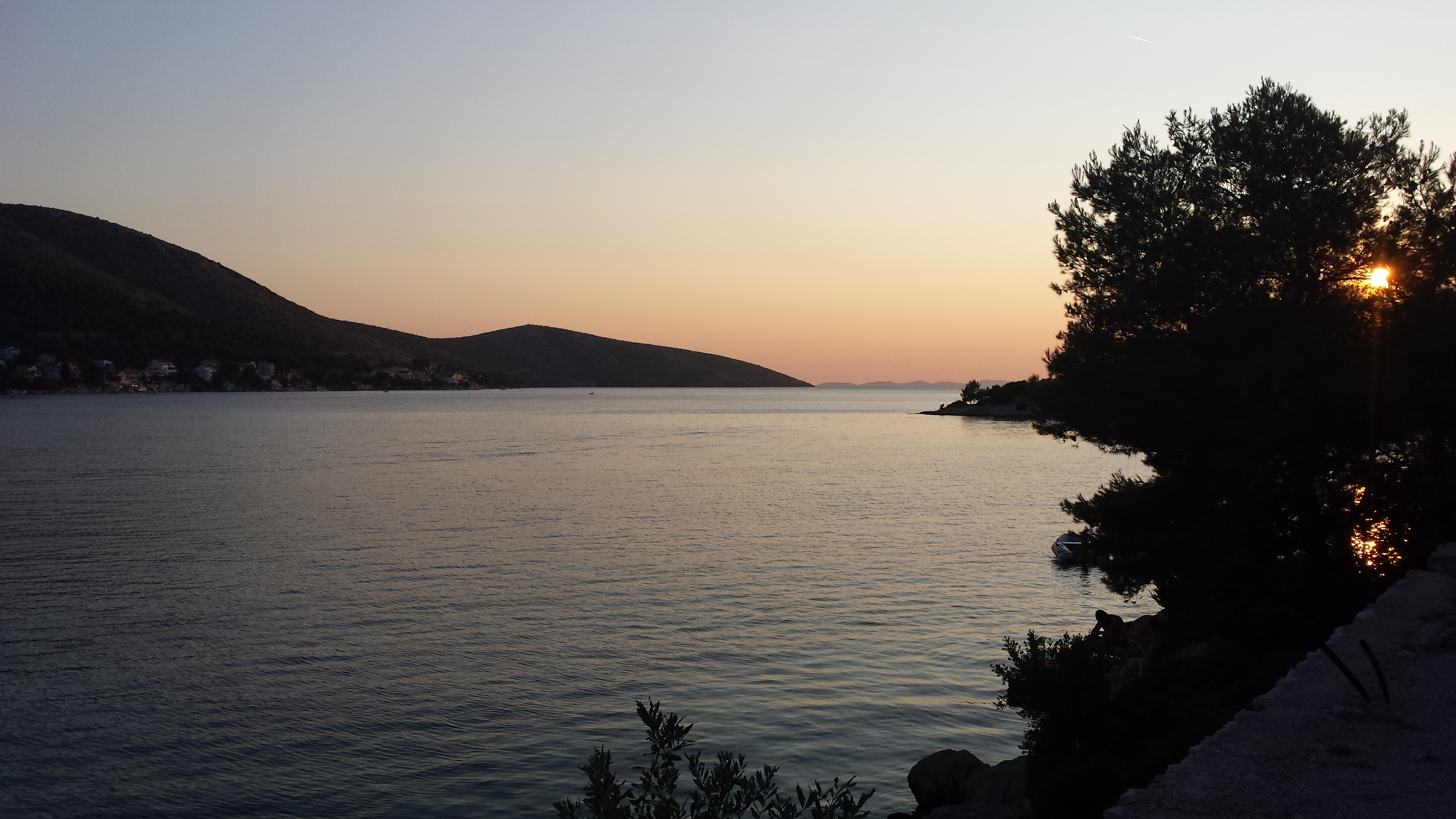
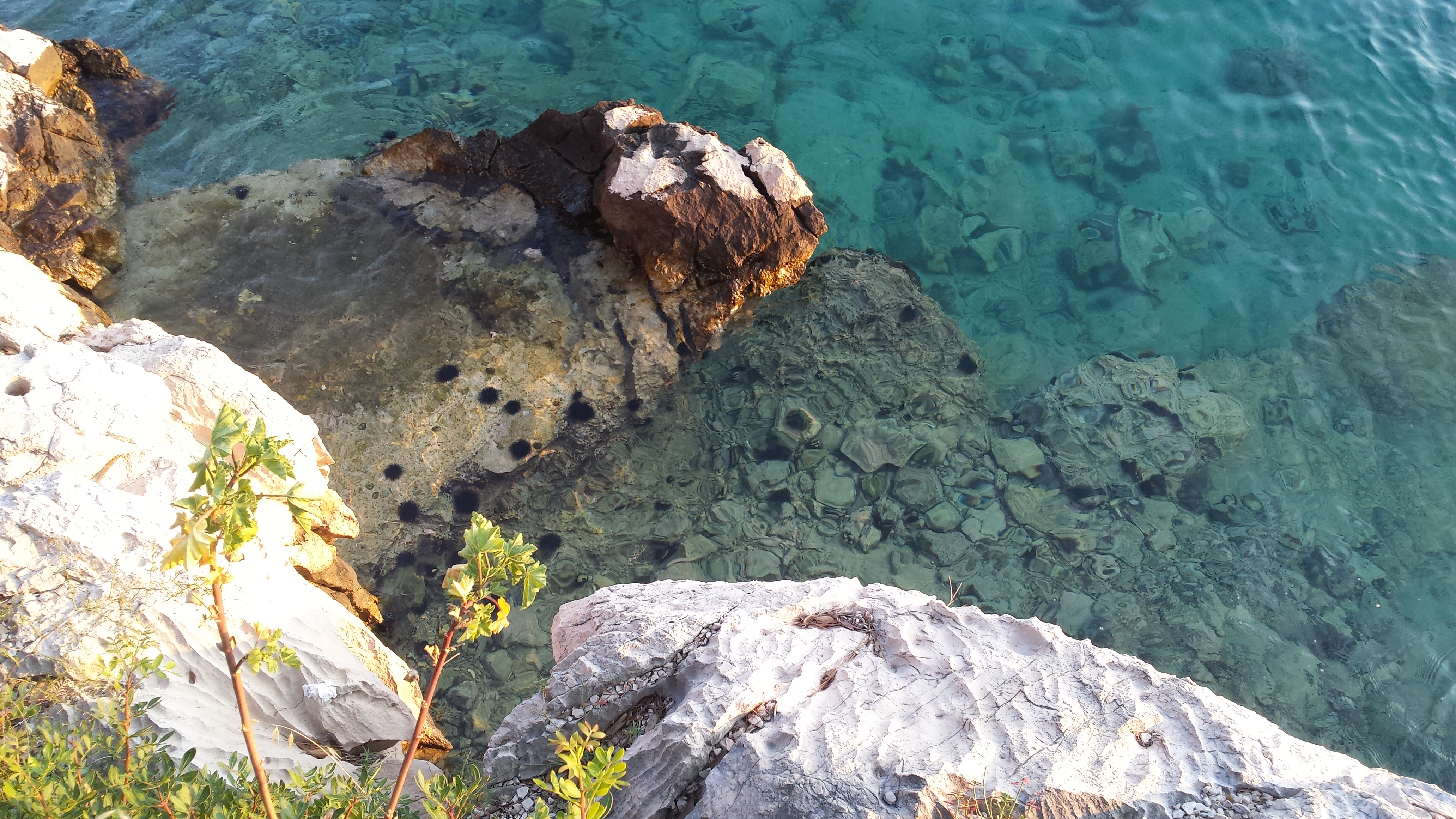
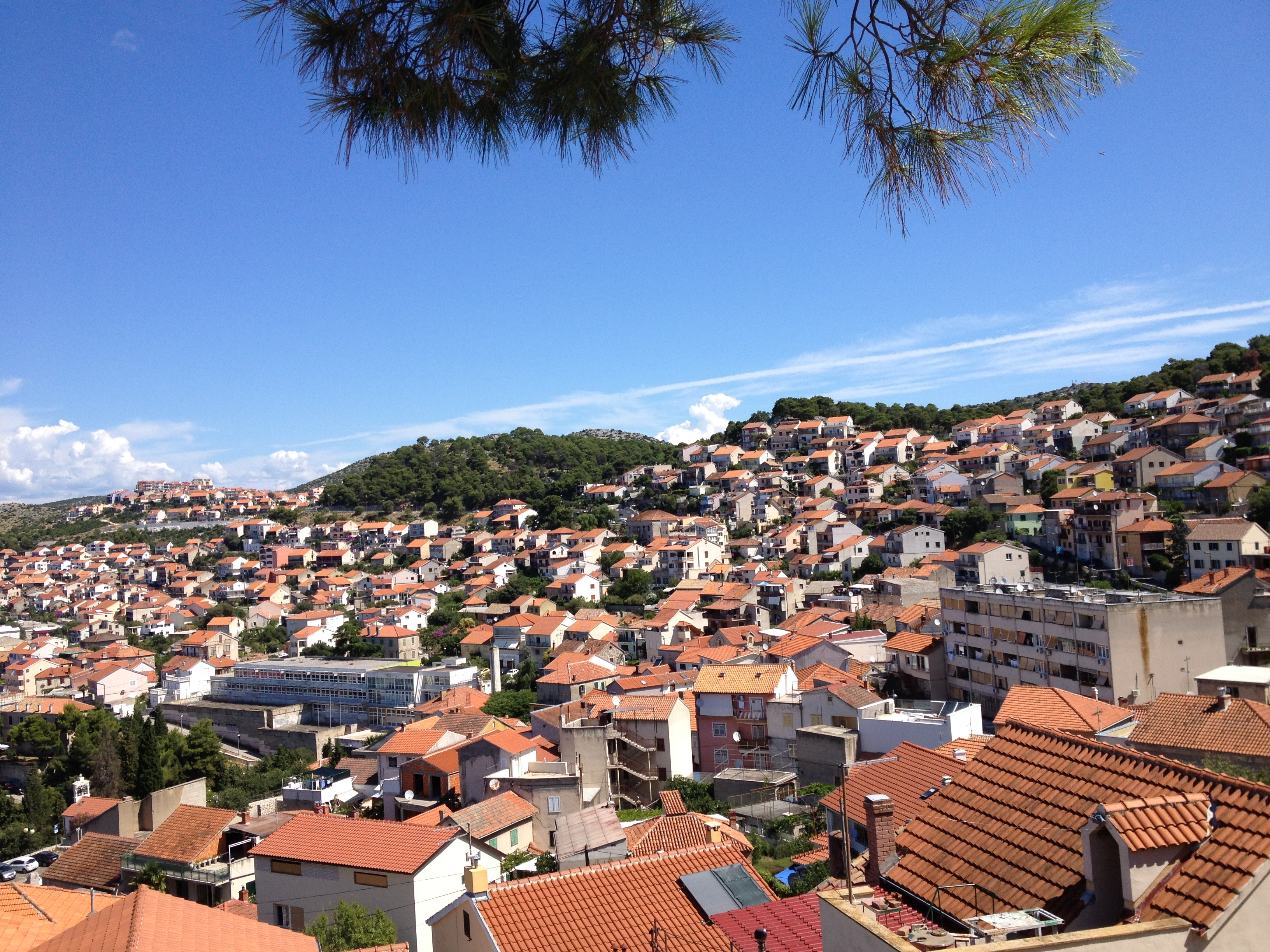
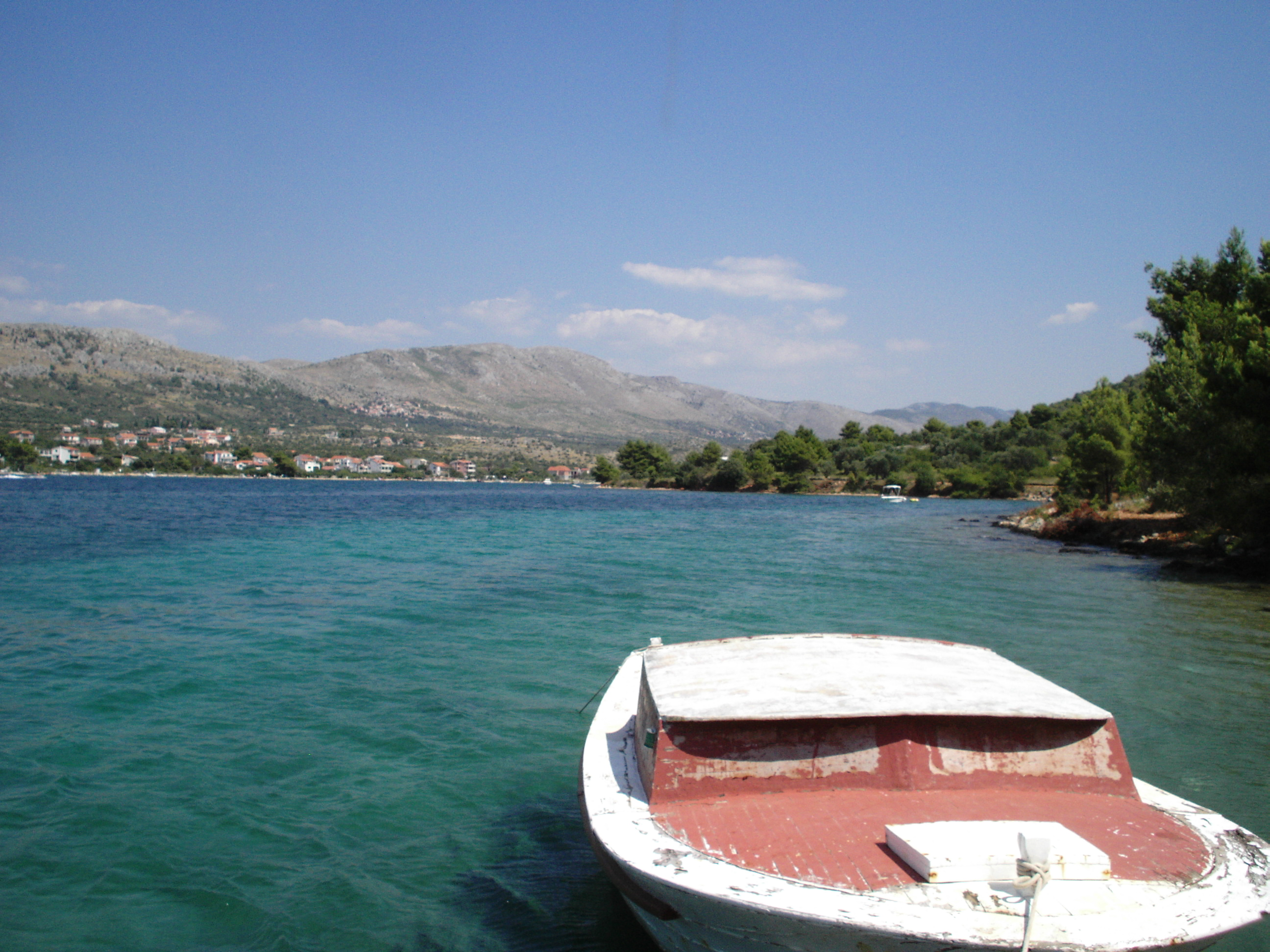
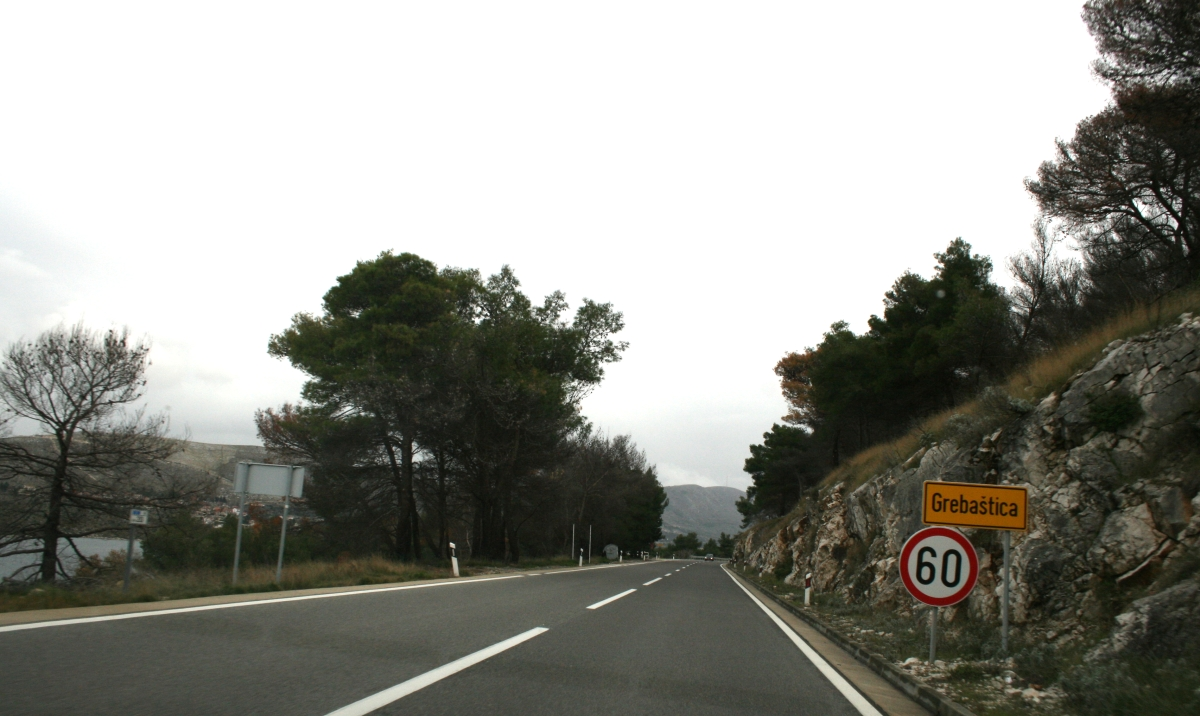
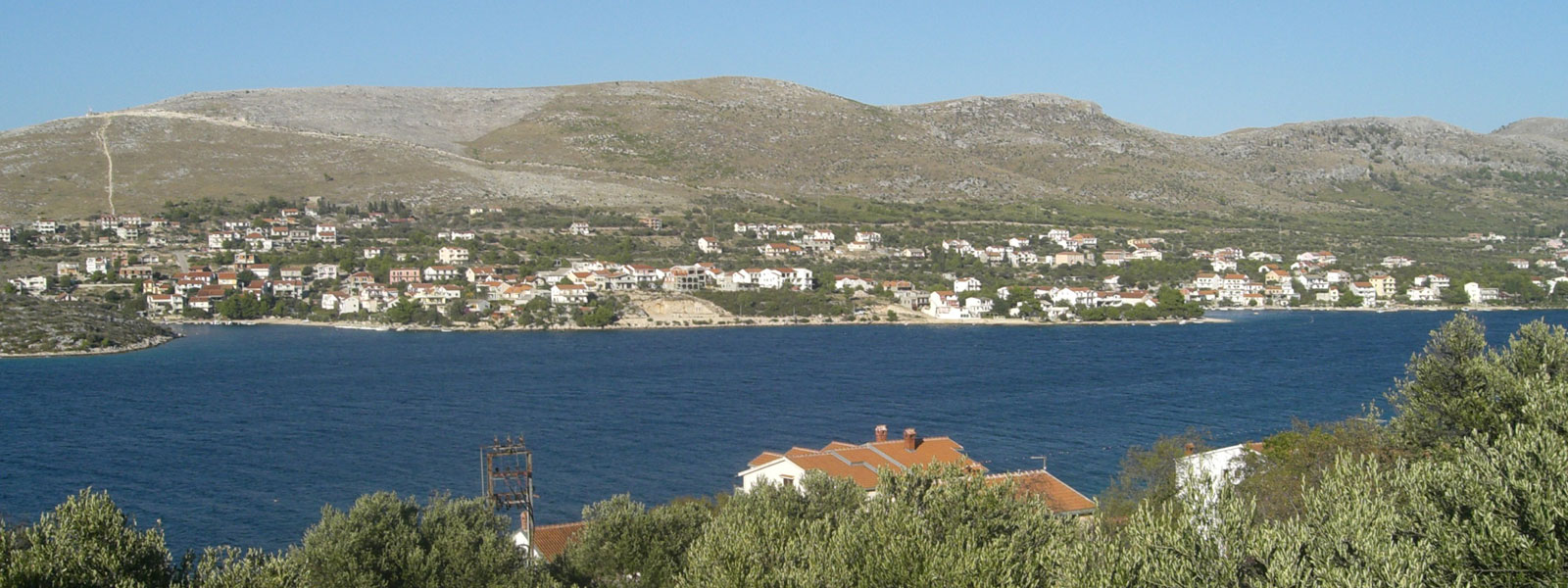
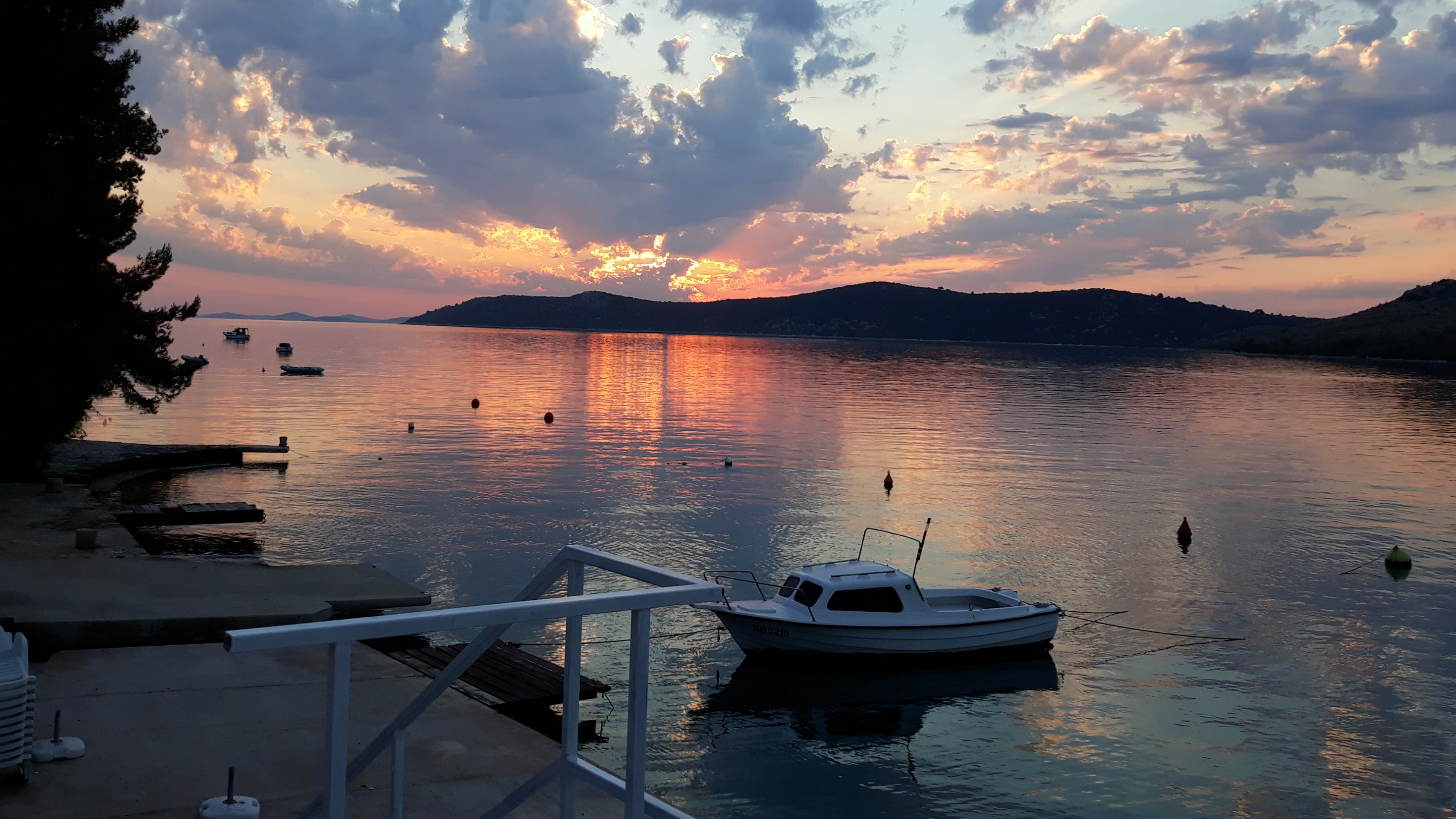
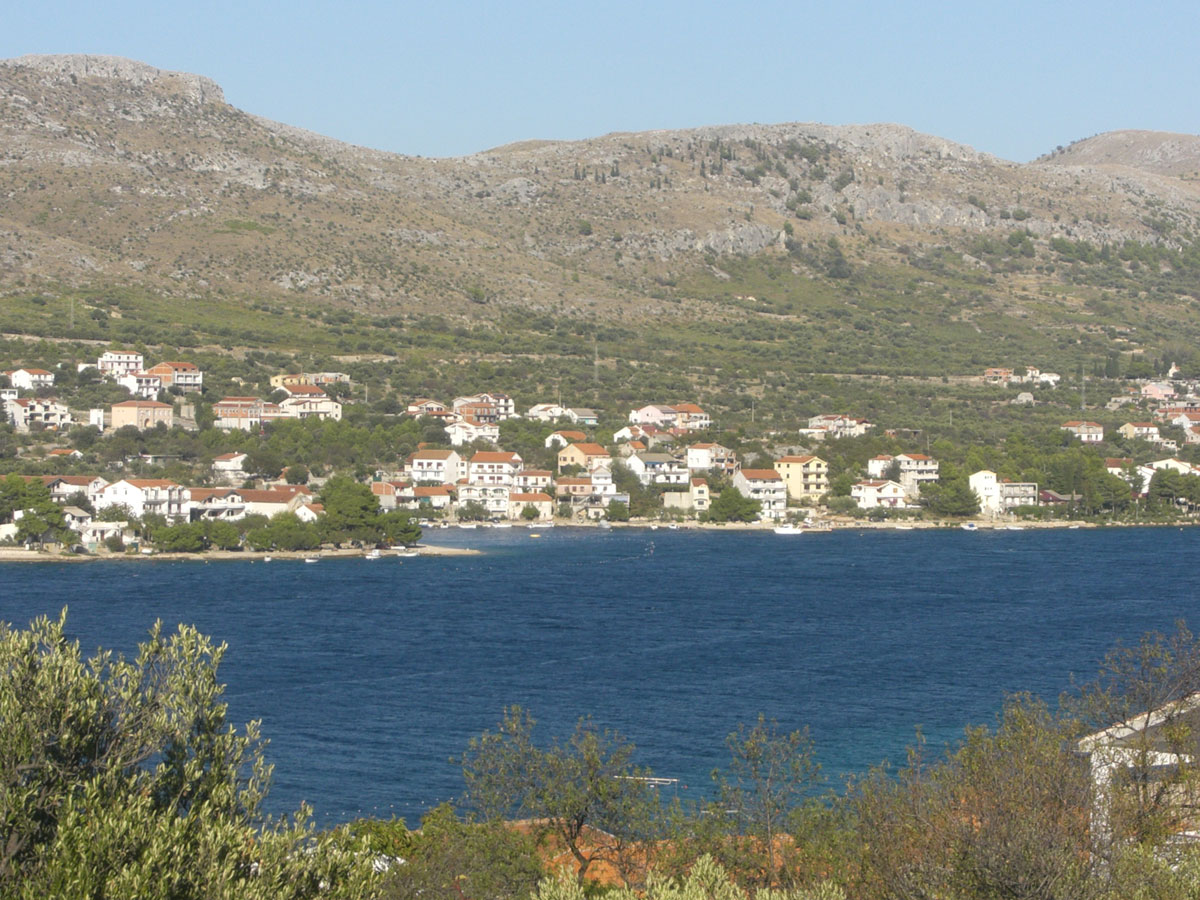
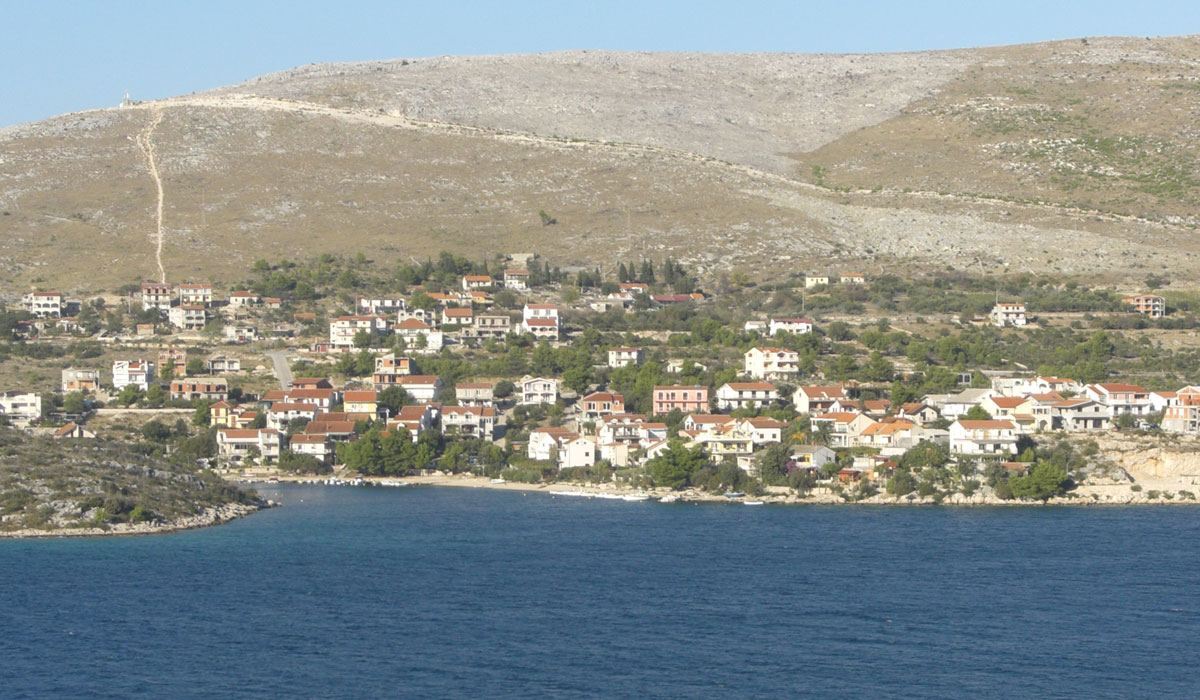
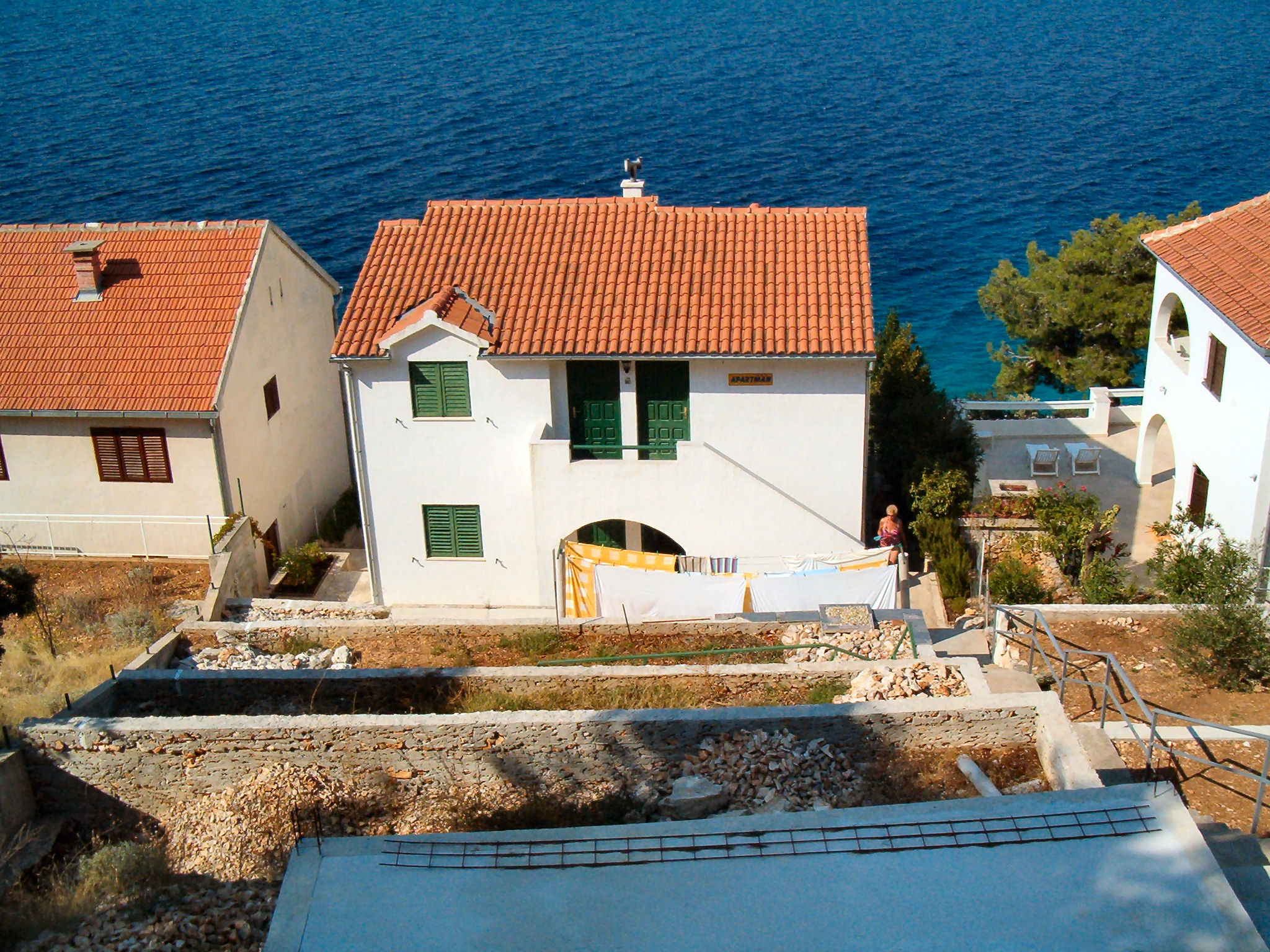
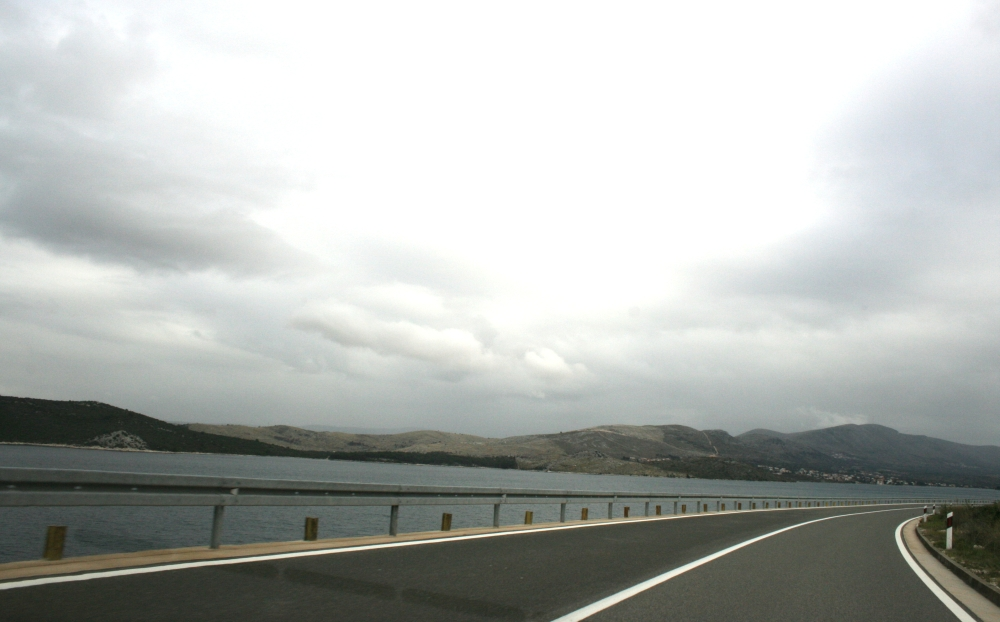
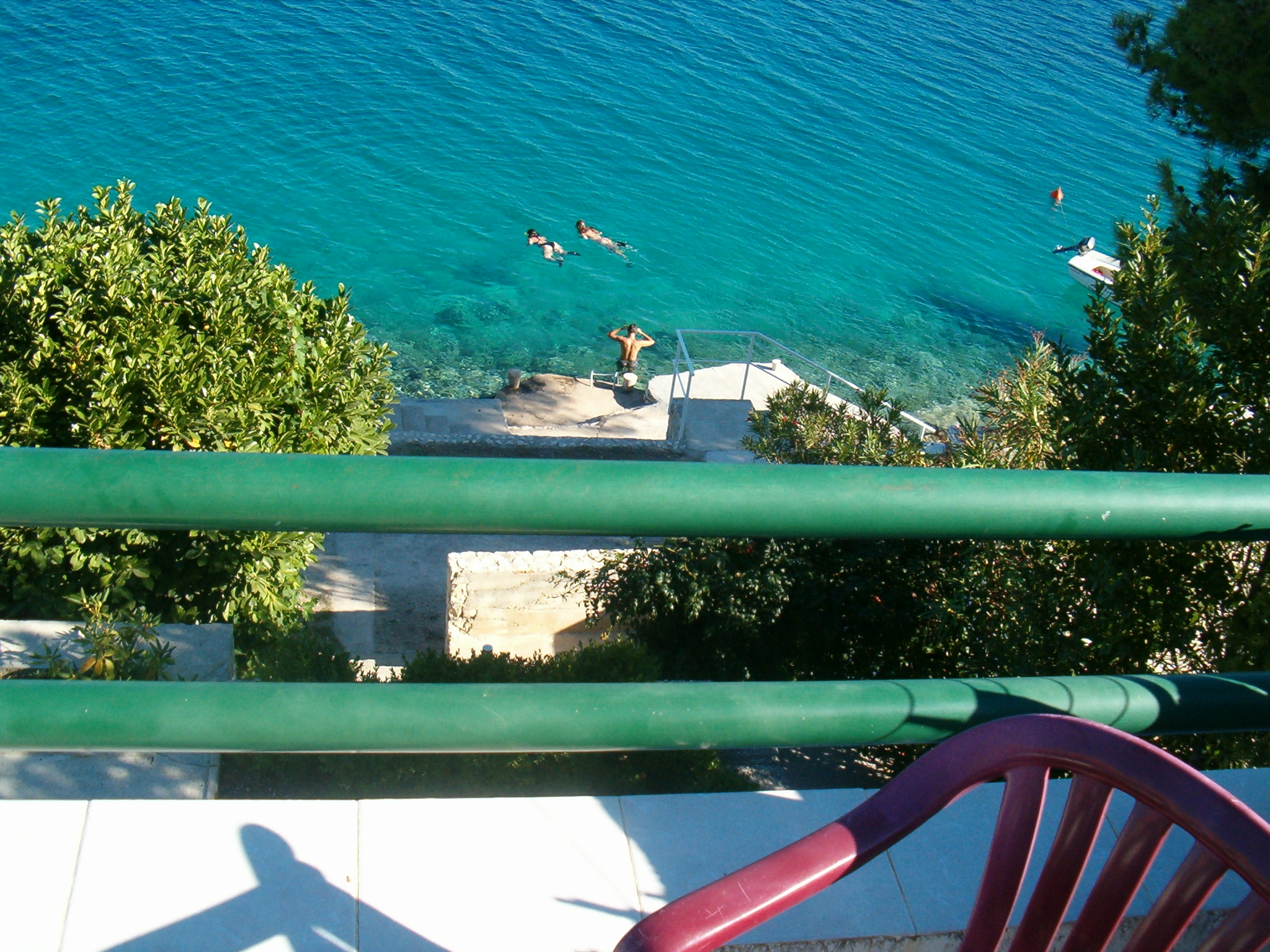
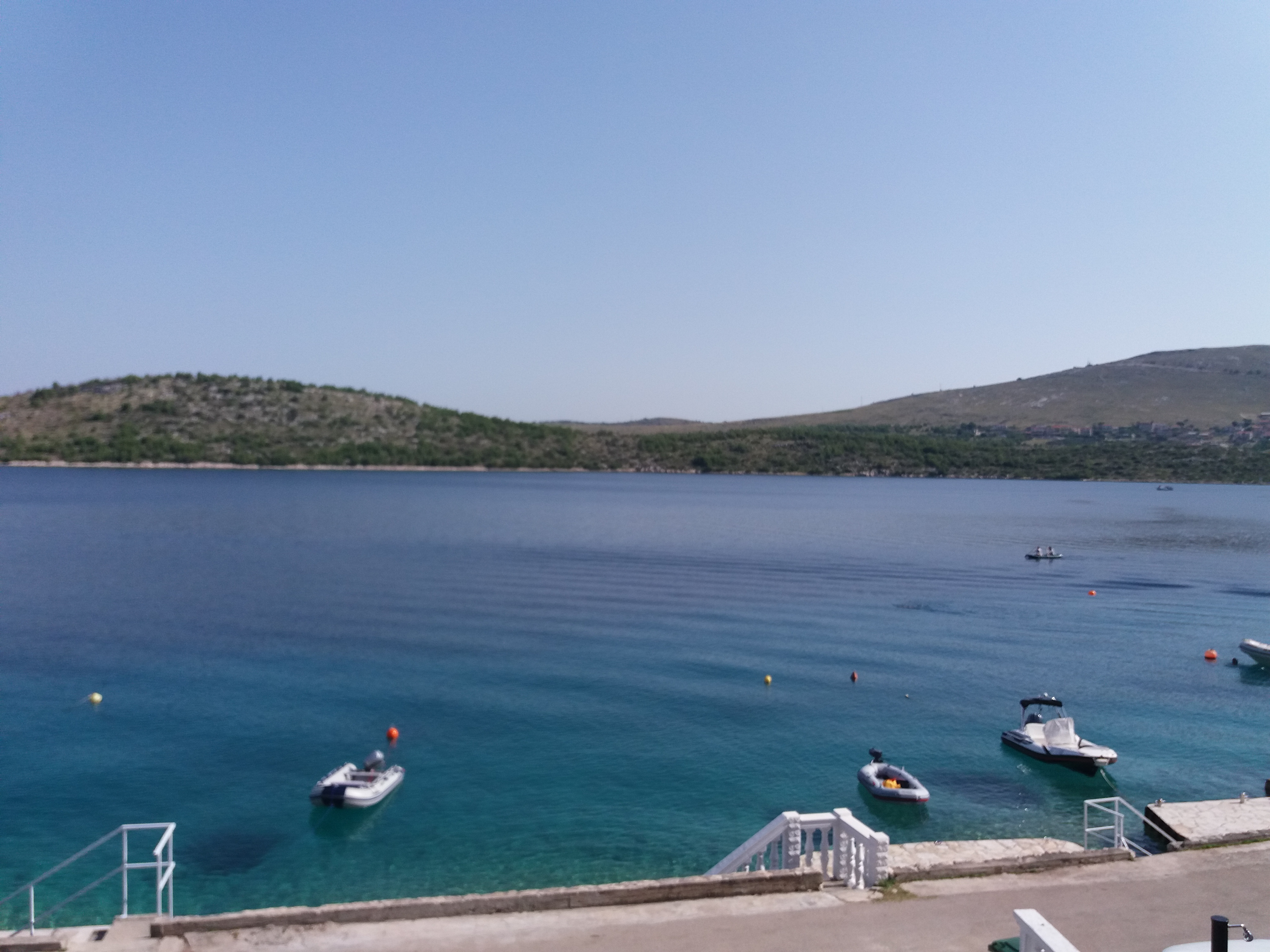

## Počasí
Počasí je zde chladnější. Teploty jsou zde okolo 15 °C. V nejteplejším červenci zde byla průměrná teplota 28 °C. V lednu jsou zde obvykle přibližně 4 °C. Průměrné srážky činí 1 583 milimetrů ročně.

## Demografie
|                | Přehled počtu obyvatel podle let | Přehled počtu obyvatel podle let | Přehled počtu obyvatel podle let | Přehled počtu obyvatel podle let | Přehled počtu obyvatel podle let | Přehled počtu obyvatel podle let | Přehled počtu obyvatel podle let | Přehled počtu obyvatel podle let | Přehled počtu obyvatel podle let | Přehled počtu obyvatel podle let | Přehled počtu obyvatel podle let | Přehled počtu obyvatel podle let | Přehled počtu obyvatel podle let | Přehled počtu obyvatel podle let | Přehled počtu obyvatel podle let | Přehled počtu obyvatel podle let |
| -------------- | -------------------------------- | -------------------------------- | -------------------------------- | -------------------------------- | -------------------------------- | -------------------------------- | -------------------------------- | -------------------------------- | -------------------------------- | -------------------------------- | -------------------------------- | -------------------------------- | -------------------------------- | -------------------------------- | -------------------------------- | -------------------------------- |
| Rok            | 1857                             | 1869                             | 1880                             | 1890                             | 1900                             | 1910                             | 1921                             | 1931                             | 1948                             | 1953                             | 1961                             | 1971                             | 1981                             | 1991                             | 2001                             | 2011                             |
| Počet obyvatel | 317                              | 0                                | 310                              | 319                              | 367                              | 396                              | 425                              | 538                              | 714                              | 830                              | 907                              | 788                              | 774                              | 837                              | 893                              | 937                              |